# برتالان سکی
برتالان سِکِی (مجاری: Székely Bertalan؛ زادهٔ ۸ می ۱۸۳۵در کلوژوار - درگذشته ۲۱ اوت ۱۹۱۰ در بوداپست) نقاش رمانتیک مجار بود که غالب آثار او مربوط به وقایع تاریخی است. «پیداکردن جسد لایوش دوم»، «محاصرهٔ اگر»، «نبرد موهاچ» و «لاسلوی پنجم» معروف‌ترین آثار تاریخی برجای مانده از او هستند. او همچنین به خاطر ترسیم نقاشی‌های دیواری بسیار، شهرت دارد.

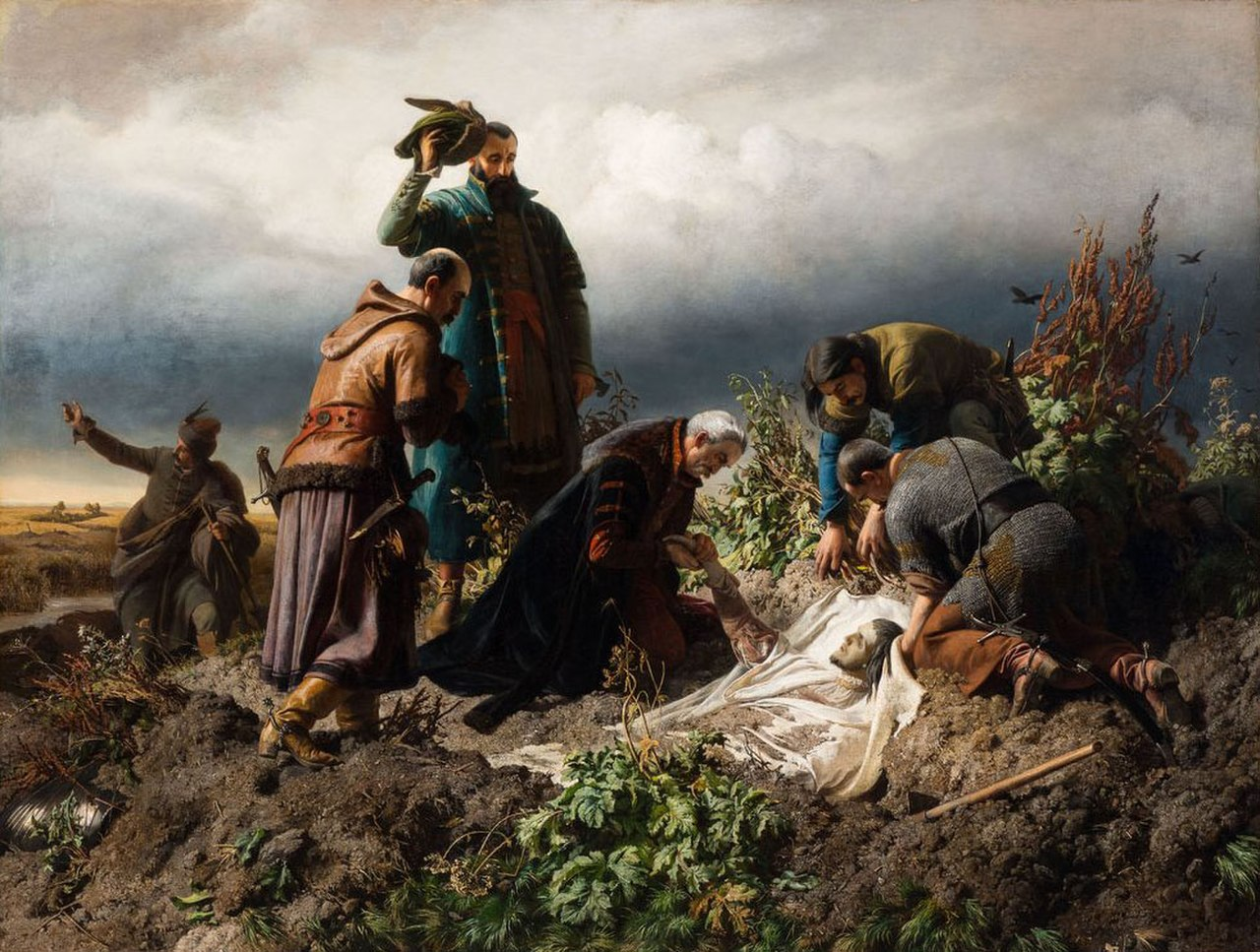
پیدا کردن جسد لایوش
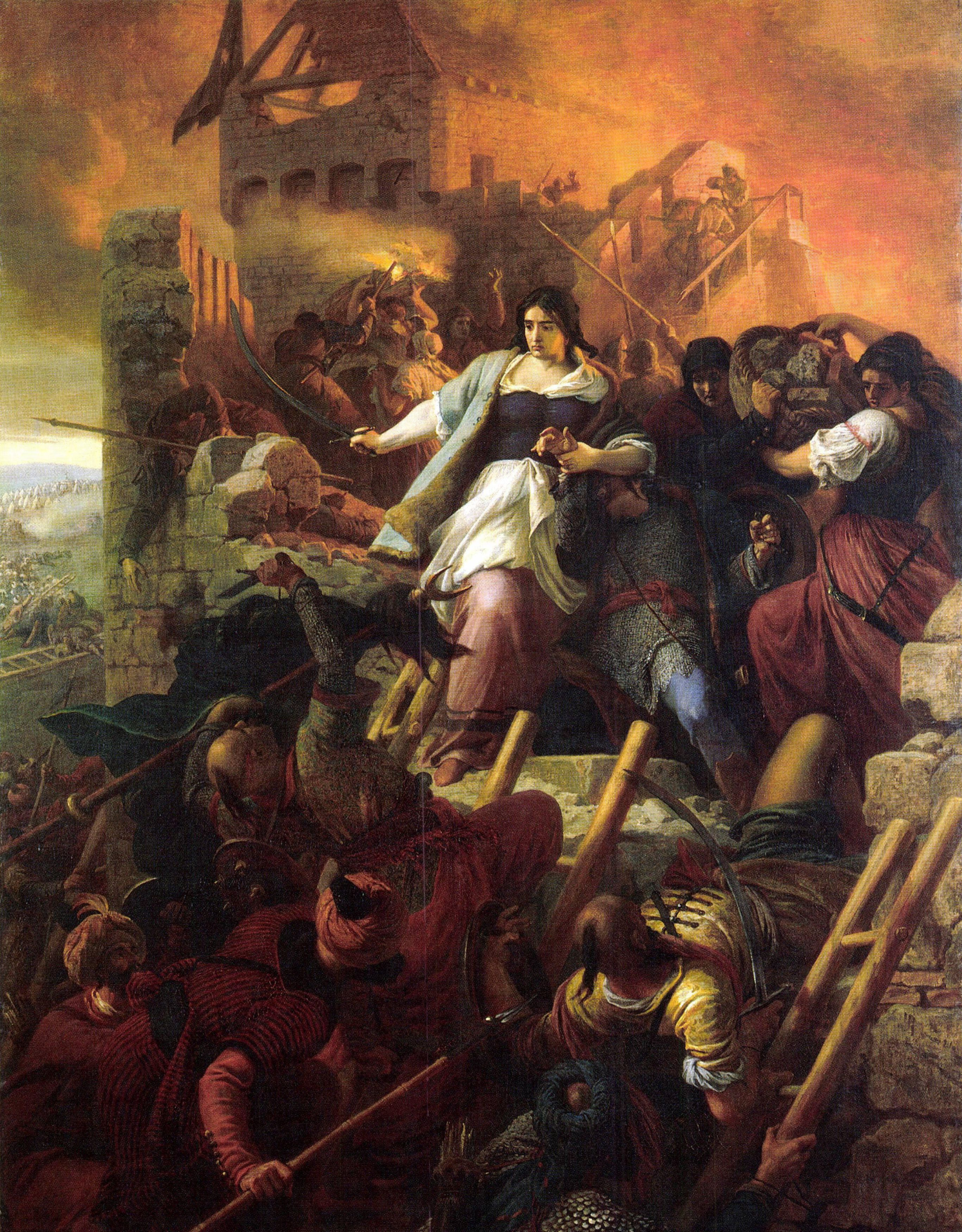
زنان اِگر
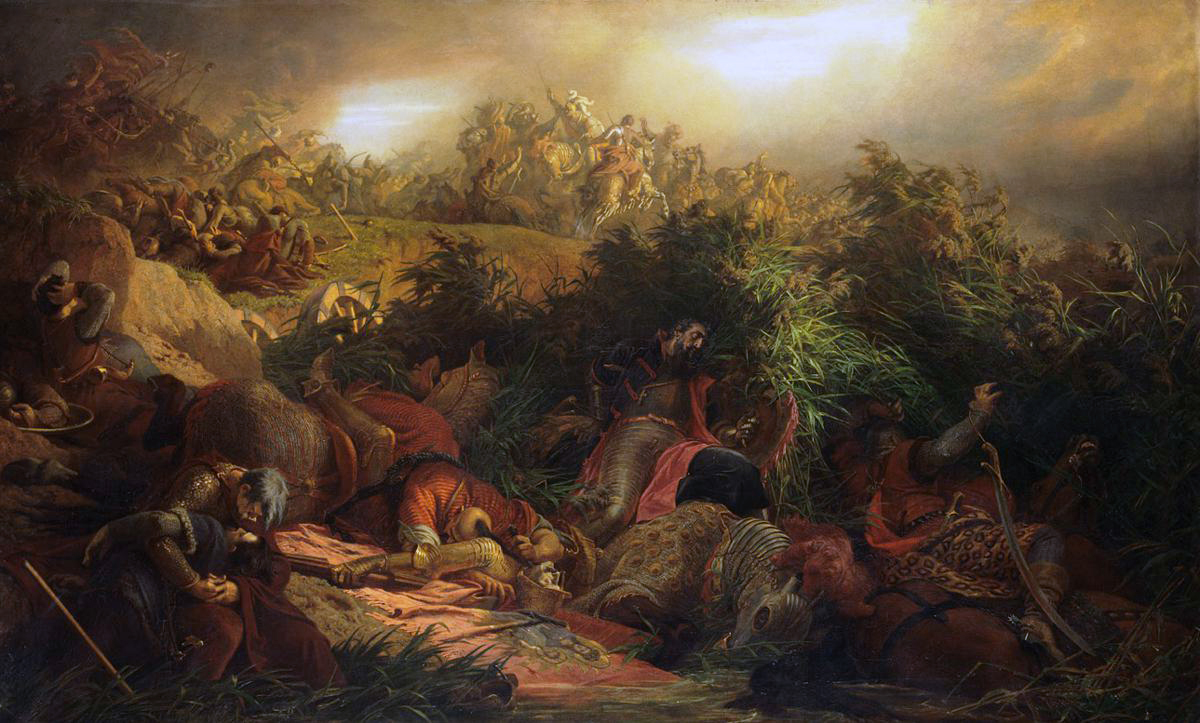
نبرد موهاچ
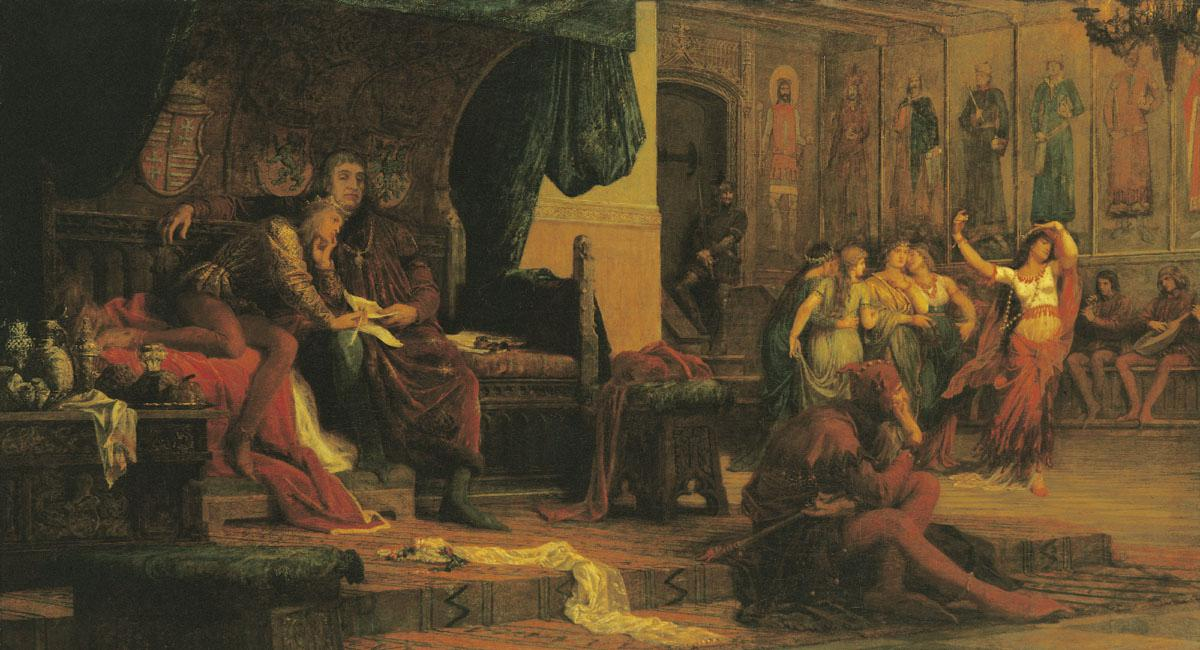
لاسلوی پنجم و اولریخ دوم
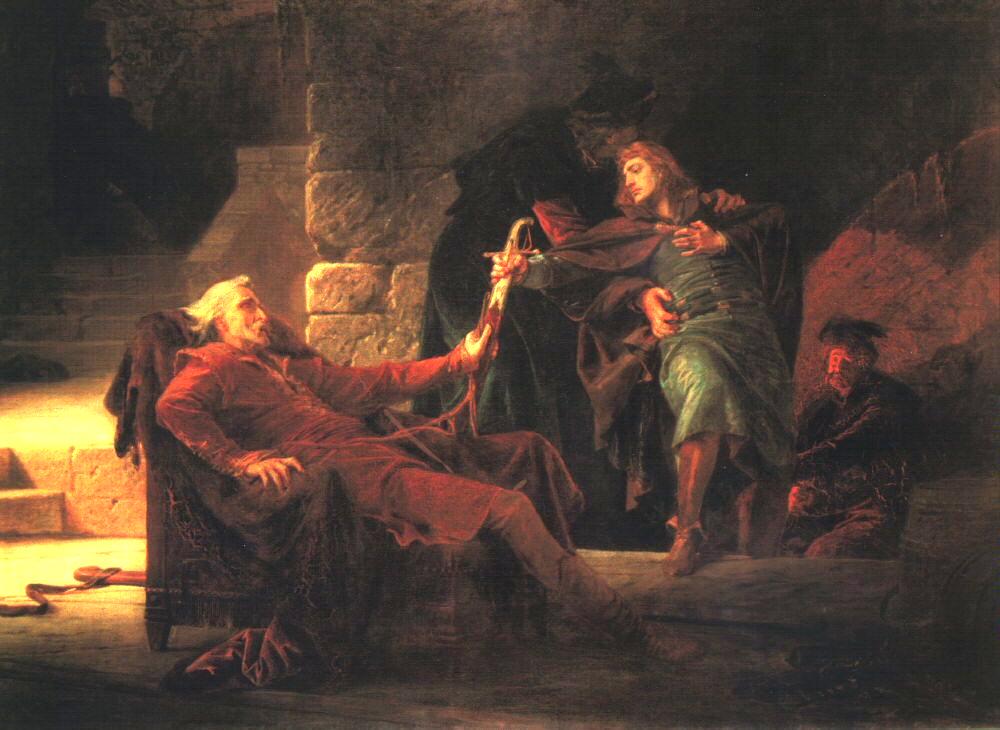
خداحافظی ایمره تُکُلی از پدر